# 1006
1006 (MVI) je bilo navadno leto, ki se je po julijanskem koledarju začelo na torek.

## Dogodki
- 1. maj - Opazovanje supernove SN 1006 v konstelaciji Volka, ki je bilo zabeleženo v civilizacijah severne poloble.
- Neznani tat iz samostana ukrade Knjigo iz Kellsa, kar predstavlja prvo omembo te knjige. Kasneje istega leta knjigo ponovno najdejo.
- Na Islandiji uvedejo prepoved sodnih vikinških dvobojev (holmgang).
- Osrednja Azija: Karahanidi vdro v gazvanidski Korasan. Gazvanidski vladar Mahmud Ghazni preneha z indijsko kampanju in se prične pripravljati na obračun s Karahanidi.
- Indija: po Pendžabu zavzame Mahmud Ghazni še mesto Multan.
- Izbruh vulkana Merapi na Javi (Indonezija). Ker je ognjeniški pepel za več stoletij prekril obsežne budistične templje, izbruh ognjenika sovpada z zatonom budizma na Javi.
- Severna Afrika: Fatimidi zatrejo upor beduinskih plemen Banu Hilal[1], ki začno z migracijo proti severnoafriški sredozemski obali.
- Severna Amerika: v spopadu z Indijanci umre vikinški raziskovalec Thorvald Eiriksson.

## Rojstva
Neznan datum
- Humbert iz Moyenmoutiera, papeški odposlanec, teolog († 1061)
- Ísleifur Gissurarson, islandski škof († 1080)
- Jusuf ibn Tašfin, almoravidski sultan († 1106)
- Khwaja Abdullah Ansari, perzijski sufi († 1088)
- Konstantin X. Dukas, bizantinski cesar († 1067)
- Peter Damiani, italijanski kardinal, teolog in cerkveni učitelj († 1072)

## Smrti
- 2. november - Ema Mělniška, češka vojvodinja žena (* okoli 948)

Nrznan datum
- Thorvald Eiriksson, vikinški raziskovalec, sin Erika Rdečega